# مسئولیت اجتماعی شرکتی
مسئولیت اجتماعی شرکتی (به انگلیسی: Corporate Social Responsibility) یا مسئولیت اجتماعی شرکت‌ها یا مسئولیت اجتماعی سازمان‌ها از جستارهای «اخلاق کسب و کار» است که به نقش شرکتها درحوزه اجتماع می‌پردازد. مسئولیت اجتماعی شرکتی مجموعه وظایف و تعهداتی است که شرکت بایستی در جهت حفظ، مراقبت و کمک به جامعه‌ای که در آن فعالیت می‌کند، انجام دهد.
مسئولیت اجتماعی شرکت‌ها در پیوند با مسئولیت شرکت در برابر جامعه، انسان‌ها، و محیطی است که شرکت در آن فعالیت می‌کند و این مسئولیت از جستارهای اقتصادی و مالی فراتر می‌رود. مسئولیت اجتماعی شرکت در تعریفی روشن‌تر این گونه تعریف شده‌است: «مسئولیت اجتماعی شرکت فعالیت‌هایی است که پیش برنده سود و منفعت اجتماعی بوده و فراتر از منافع سازمان و آن چیزی است که قانون بایسته می‌دارد».
مطالبه از سازمان‌ها برای «مسئولانه عمل کردن» در قبال جامعه، موضوعی است که با گسترش روزافزون اثرگذاری آن‌ها بر محورهای تشکیل دهنده توسعه پایدار یعنی «اقتصاد»، «جامعه» و «محیطزیست»، در دهه‌های پایانی قرن بیستم شدت گرفته و منجر به این شده‌است که مفهومی به نام مسئولیت اجتماعی سازمانها یا CSR در دنیای مدیریت ظهور پیدا کند. CSR در یک تعریف ساده، یعنی اینکه سازمان‌ها در مقابل جامعه ای که در آن فعالیت می‌کنند مسئول هستند؛ چرا که از منابع انسانی، طبیعی و اقتصادی آن استفاده می‌کنند. بر خلاف نگاه سنتی به مدیریت و کسب و کار، سازمان‌ها دیگر فقط در مقابل سهامداران شان مسئول نیستند و نباید فقط به افزایش سود کوتاه مدت سهامداران خود بیندیشند. بدین ترتیب انتظار می‌رود سازمان‌ها که در ارتباط با ذینفعان دیگری نیز هستند، خواسته‌های مشروع آن‌ها را هم مورد لحاظ قرار دهند.
در هر کسب و کاری و از جمله شرکت‌هایی که برای تولید ثروت و کسب و کار ایجاد شده‌اند باید صد در صد مسئولیت تمام کارهای خود که جنبه اجتماعی دارند را به عهده بگیرند. این مسئولیت در کسب و کار معمولی بر عهده صاحب آن و در شرکت‌ها بر عهده هیئت مدیره و مدیر عامل آن شرکت است. همچنین مسئولیت اجتماعی یا تعهدات اجتماعی شرکت را به چهار جنبهٔ مسئولیت اجتماعی زیست‌محیطی، سرمایه انسانی، خیرخواهانه و اخلاقی تقسیم کرده‌اند که مهم‌ترین آن‌ها مسئولیت اجتماعی زیست‌محیطی] است.
مسئولیت اجتماعی شرکتی در کشورهای مختلف از اهمیت بسزایی برخوردار است به طوری که قوانین و مقررات خاصی در هر کشور جهت اطمینان از بکارگیری اصول آن تدوین و اجرا شده است. بصورت نمونه می‌توان از کشورهای ایالات متحده امریکا، ژاپن، ترکیه، امارات متحده عربی و اتحادیه اروپا نام برد. در ایران هم پیش نویس قانون مسئولیت اجتماعی شرکت‌ها یا مسئولیت‌پذیری اجتماعی سازمانی با شماره 21019174 در مورخ 4/5/1402 توسط دفتر مطالعات اجتماعی مرکز پژوهش‌های مجلس تهیه و تدوین شده است. اخیرا حاکمیت شرکتی و مسئولیت اجتماعی شرکتی (CSR) به عنوان دو عامل کلیدی در تضمین پایداری سازمان‌ها، به ویژه در صنایع حساسی مانند نفت و گاز، به طور فزاینده‌ای مورد توجه قر ار گرفته‌اند.

## انتقادها و دغدغه‌ها
دغدغه‌ها در خصوص این موضوع شامل رابطه آن با مقصود از کسب و کار و نیت‌ها برای درگیر شدن در آن است.

### ماهیت کسب و کار
میلتون فریدمن و دیگران استدلال کردند که مقصود یک کورپوریشن حداکثرسازی عایدی برای سهامداران اش است و اطاعت از قوانین حوزه قضایی که در آن کار می‌کند به معنای عملکرد اجتماعی مسئولانه است.